# Isoporostreptus bouixi
Isoporostreptus bouixi är en mångfotingart som beskrevs av Demange 1972. Isoporostreptus bouixi ingår i släktet Isoporostreptus och familjen Spirostreptidae. Inga underarter finns listade i Catalogue of Life.